# Kellie Shanygne Williams
Kellie Shanygne Williams-Jackson, född 22 mars 1976 i Washington, D.C., är en amerikansk skådespelerska. Hon är mest känd för sin roll som "Laura Winslow" i komediserien Räkna med bråk. Hon spelade rollen i seriens alla nio säsonger mellan åren 1989 och 1998.